# Fuchsia steyermarkii
Fuchsia steyermarkii är en dunörtsväxtart som beskrevs av Paul Edward Berry. Fuchsia steyermarkii ingår i släktet fuchsior, och familjen dunörtsväxter. Inga underarter finns listade i Catalogue of Life.